# زوج تحت الطلب (فلم)
فيلم مصري كوميدي إنتاج عام 1985م. ويحكى عن موظف يعمل كمحلل شرعي لرؤسائه، والقصة والسيناريو والحوار لحلمى سالم. إخراج عادل صادق.
تتشابه أحداث هذا العمل مع أحداث فيلم مصري أنتج عام 1948 اسمه طلاق سعاد هانم. ومع فيلم آخر هو جوز مراتي.

## بطولة
- عادل إمام
- ليلى علوي
- فؤاد المهندس
- محمد رضا
- هالة صدقي

## وصلة خارجية
زوج تحت الطلب على قاعدة بيانات الأفلام العربية.